# Saue (Saue)
Saue (deutsch Sauß) ist eine Stadt im Norden Estlands 18 km südwestlich von Tallinn. Sie ist Teil der Landgemeinde Saue. Von 1994 bis 2017 war Saue eine eigenständige Stadtgemeinde. Weitere Städte in der Umgebung sind Keila (7 km), Saku (7 km) und Laagri (7 km).

## Geographie
130 ha der eher kleinen Stadtfläche sind in privatem Besitz, 35 ha werden von kommunalen Gebäuden und Einrichtungen eingenommen. Außerdem hat Saue ein 25 ha großes Industriegebiet, 112 ha Wälder und Parks und 15 ha Ackerfläche.

## Geschichte
1920 wurde der Vorläufer der heutigen Stadt gegründet. 1960 wurde das Dorf zu Tallinn eingemeindet, um 1993 zur Stadt erhoben und 1994 dann eigenständig zu werden.
1973 wurde der ursprüngliche Name „Saue aedlinn“ in „Saue alevik“ geändert. Heute ist er offiziell „Saue linn“ (Stadt Saue).

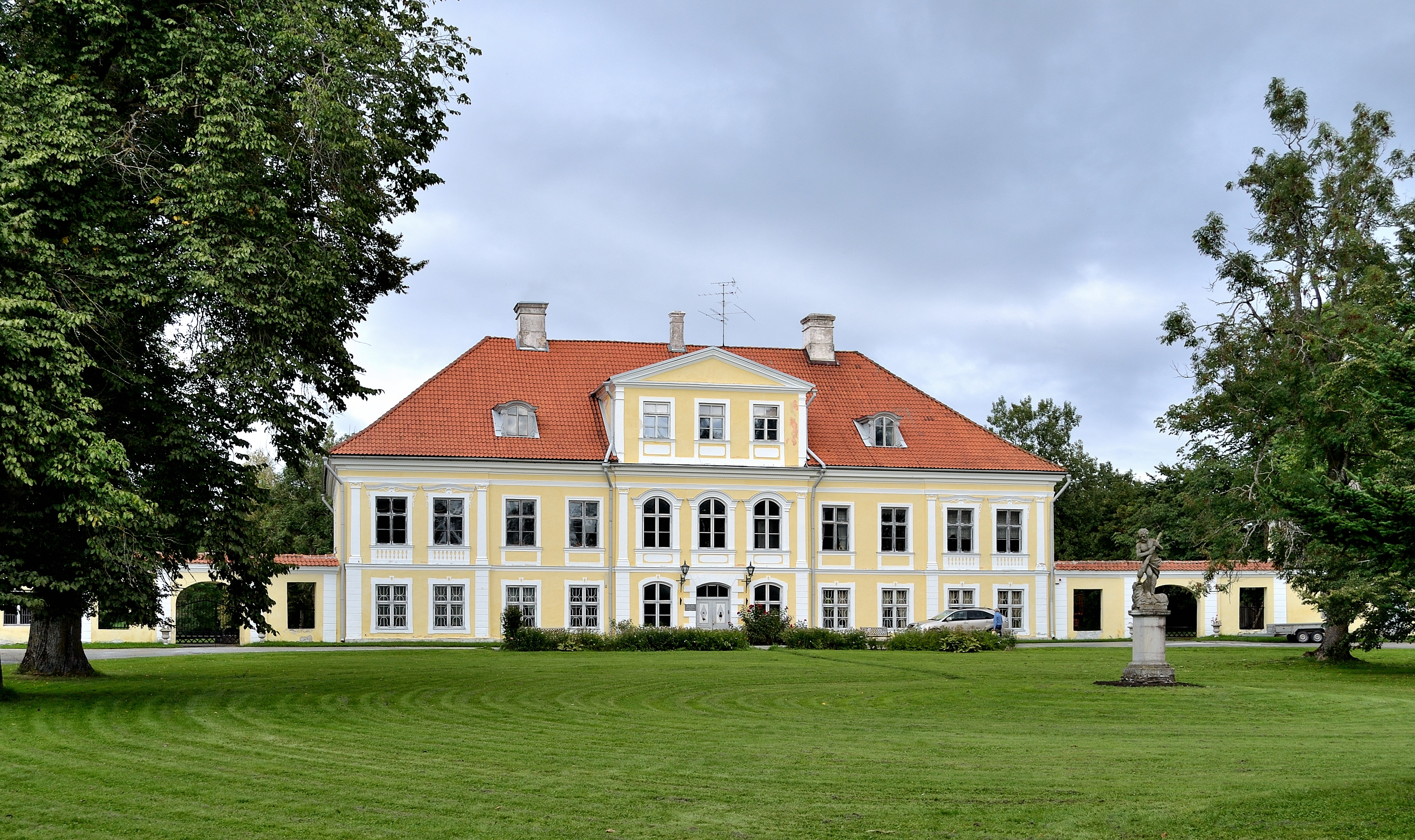
Saue mõis (Gutshof Klein-Sauß)

### Einwohnerentwicklung
Die Einwohnerzahl steigt seit Jahren langsam, aber kontinuierlich an. 93 % der Einwohner sind ethnische Esten, das Durchschnittsalter beträgt 35 Jahre.
| Jahr      | 1959 | 1970 | 1979 | 1989 | 1995 | 2000 | 2007 | 2017 | 2018 |
| --------- | ---- | ---- | ---- | ---- | ---- | ---- | ---- | ---- | ---- |
| Einwohner | 1088 | 1979 | 3293 | 4395 | 4492 | 4996 | 5096 | 5731 | 5640 |

## Kultur und Sehenswürdigkeiten

### Sport
Saue hat eine ganze Reihe von Sportvereinen, die verschiedenste Sportarten, wie zum Beispiel Tennis, Volleyball, Basketball, Boxen und Karate anbieten.

## Wirtschaft und Infrastruktur

### Verkehr
Saue hat 62 Straßen mit einer Gesamtlänge von ca. 21 km, die 30 ha des Stadtgebiets einnehmen. Die Nationalstraße 4 und Nationalstraße 11, die sich südöstlich der Stadt kreuzen, sind die wichtigsten Verbindungen mit dem Rest des Landes. Über die Bahnstrecke Tallinn–Paldiski ist die Hauptstadt Tallinn in etwa einer halben Stunde zu erreichen.

### Bildung
Die Stadt verfügt über ein Gymnasium, eine Musikschule, einen Kindergarten und ein Jugendzentrum.

## Söhne und Töchter der Stadt
- Ingemar Teever (* 1983), estnischer Fußballspieler